# Вижиськ-Скарбови
Вижиськ-Скарбови (пол. Wyrzysk Skarbowy, нім. Wirsitz-Amt) — село в Польщі, у гміні Вижиськ Пільського повіту Великопольського воєводства.
Населення — 215 осіб (2011).
У 1975-1998 роках село належало до Пільського воєводства.

## Демографія
Демографічна структура станом на 31 березня 2011 року:
|          | Загалом | Допрацездатний вік | Працездатний вік | Постпрацездатний вік |
| -------- | ------- | ------------------ | ---------------- | -------------------- |
| Чоловіки | 105     | 31                 | 65               | 9                    |
| Жінки    | 110     | 26                 | 66               | 18                   |
| Разом    | 215     | 57                 | 131              | 27                   |